# Lepthyphantes thienemanni
Lepthyphantes thienemanni este o specie de păianjeni din genul Lepthyphantes, familia Linyphiidae, descrisă de Schenkel în anul 1925.
Este endemică în Germania. Conform Catalogue of Life specia Lepthyphantes thienemanni nu are subspecii cunoscute.